# Josef Schroll

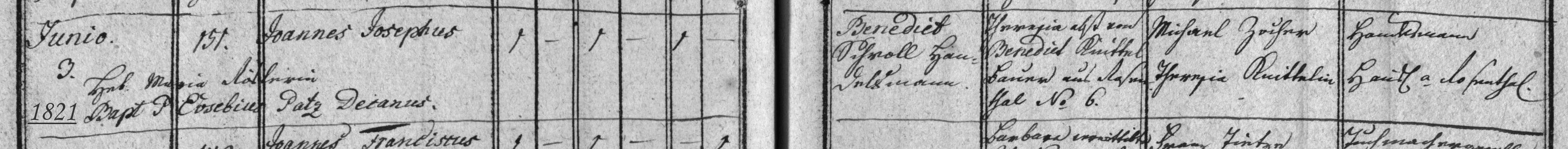
matriční záznam o narození a křtu Josefa Schrolla (matrika N index N 1800-1823 Hejtmánkovice (AOA Zámrsk))

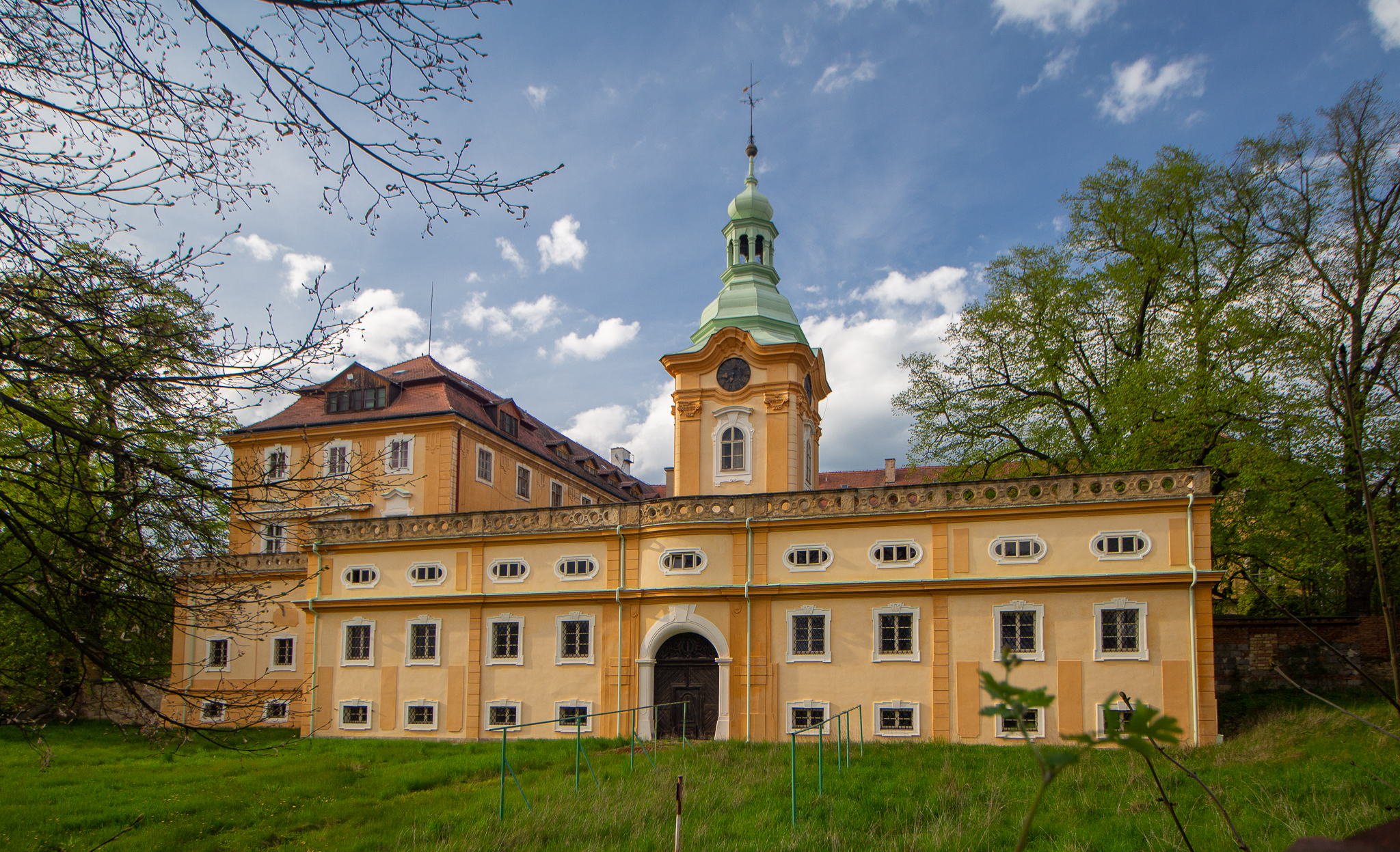
Liběšický zámek

Josef Schroll, od roku 1873 Josef Edler von Schroll (3. června 1821 Hejtmánkovice – 4. října 1891 Liběšice) byl česko-rakouský průmyslník.

## Život
Byl synem výrobce textilu Benedikta Schrolla (1790–1876) a vnuk obchodníka s plátnem Johanna Benedikta Schrolla (1759–1831). U svého otce v Hejtmánkovicích na Hradecku se vyučil a po vstupu do otcovy společnosti se stal obchodníkem s plátnem.
V roce 1835 převzal společně se svým bratrem Augustem řízení rodinného podniku. August Schroll řídil továrnu a administrativu, zatímco Josef Schroll byl odpovědný za nákup a prodej zboží. Na svých cestách získal mnoho zkušeností a objevil výrobní metody, které přinesl do společnosti. Nicméně to narazilo na odpor jeho bratra, který nechtěl příliš riskovat inovacemi.
V roce 1856 bratři Schrollovi zbudovali mechanickou tkalcovnu v Olivětíně poblíž Hejtmánkovic. V roce 1860 se firma soustředila na podnikání v oblasti bavlněného zboží. Když v 60. letech 19. století vypukla občanská válka, byla společnost ohrožena ve své existenci. Neshody mezi vlastníky společnosti vedly v srpnu 1865 k tomu, že se společnost rozštěpila. Josef Schroll vedl dále firmu svého otce sám pod jménem Benedict Schrolls Sohn, zatímco jeho bratr si založil firmu s názvem August Schroll & Co.
V témže roce začal Josef Schroll nakupovat nové stroje. Mezi lety 1860 a 1870 postavil další podnik v Broumově. V roce 1871 koupil od knížete Lobkovice panství Pokratice, Vědlice a Černice, včetně Nučnic. V roce 1873 byly výrobky firmy Schroll oceněny na Světové výstavě. V témže roce byl povýšen do šlechtického stavu. Od té doby začal přestavovat zámek v Liběšicích na své rodinné sídlo.
Schroll byl jedním z iniciátorů stavby železnice Choceň - Broumov. V letech 1876–1877 vznikla v Broumově ještě třetí továrna. Kromě toho Schroll postavil v Olivětíně bělírnu a parní cihelnu v Benešově mezi Olivětínem a Heřmánkovicemi. V roce 1885 zaměstnávala firma Benedict Schrolls Sohn dva tisíce pracovníků a společnost byla třetím největším tkalcovstvím v rakousko-uherském mocnářství. Měla 30 registrovaných ochranných známek. V Praze měla centrální kancelář. Jejími hlavními trhy byly kromě habsburské monarchie také Turecko, Balkán, Jižní Evropa a USA. Pro své pracovníky Schroll zřídil četné charitativní organizace: tovární nemocnici, společnou vývařovnu a jídelnu, byty a rodinné domy pro zaměstnance i knihovnu. Když vybudoval přádelnu bavlny v Meziměstí, mohl tkalcům dodávat materiál z vlastní produkce. Schrollova firma vyráběla také šifon, se kterým se byla schopna prosadit i proti anglickým výrobkům.
Pro jeho angažovanost v sociální oblasti, zejména pro stavbu chudobince, jej město Broumov, jak to bylo již u jeho otce, jmenovalo čestným občanem. V roce 1873 byl povýšen do rakousko-uherského šlechtického stavu s titulem „Edler von Schroll“. V roce 1887 pod vedením Josefa Schrolla byly provedeny zajišťovací práce na Helfenburku u Úštěka. V roce 1888 se stal přidruženým členem vídeňské císařsko-královské zeměpisné společnosti.
Schroll byl dvakrát ženatý. 
Josef Edler von Schroll zemřel dne 4. října 1891 v Liběšicích u Litoměřic. Jeho tělo bylo pohřbeno v mauzoleu postaveném v antickém řeckém stylu na hoře u Levína. Jeho firmu převzaly dcery Johanna, provdaná za Eduarda Langera, a Eleonora, provdaná Kriescheová.
V roce 1901 byl postaven pomník před tkalcovnou v Olivětíně. Autorem pomníku je známý slovinský architekt Jože Plečnik, pro něhož to byla první realizace v tuzemsku. Sochařem byl Othmar Simkowitz.